# Articolo 31 Live - Così com'è tour 96/97
Articolo 31 Live - Così com'è tour 96/97 è il secondo tour del gruppo musicale rap italiano Articolo 31, pubblicato nel 1998 dalla Best Sound.

## Contenuto
Il video riprende varie tappe del Così com'è tour in giro per l'Italia, montate come se fossero riprese di un unico concerto.

## Tracce
VHS
1. Strada di città – 1:55
2. Stiloso con stile – 1:20
3. Ti sto parlando – 3:04
4. 2030 – 4:55
5. Non c'è rimedio – 6:14
6. Domani – 7:11
7. Così com'è – 5:48
8. Il mio fuoco – 5:09
9. Un urlo – 5:57
10. Fatti un giro – 4:15
11. Il funkytarro – 5:16
12. Tocca a me – 5:40
13. Tranqi Funky – 4:00
14. Una per i miei fratelli – 10:36
15. Maria Maria – 4:13
16. Così e cosà – 4:59

## Formazione
- J-Ax - voce
- DJ Jad - scratch, basi

Altri musicisti
- Space One - Rapper (voce secondaria)
- DJ Wlady - Dj (scratch)
- Fausto Cogliati - chitarre
- Prince Hobo - percussioni
- Wonderbra (Lola Feghaly, Paola Folli, Lalla Francia) - Vocalists (cori)
- Ale THG - Dj (scratch)
- Joni Spaccaconi - basso elettrico
- Raptuz - Writer